# طواف بريطانيا 2021
طواف بريطانيا 2021 (بالإنجليزية: 2021 Tour of Britain) هو سباق دراجات هوائية، وهو الموسم رقم 81 من طواف بريطانيا، وأقيم خلال الفترة 5 سبتمبر 2021، وحتى 12 سبتمبر 2021، وهو أحد سباقات سلسلة سباقات الاتحاد الدولي للدراجات للمحترفين 2021، وشارك فيه 107 متسابقاً.
فاز فيه بالمركز الأول فاوت فان آرت، وبالمركز الثاني إيثان هايتر، وبالمركز الثالث جوليان ألافيليب، والفائز في ترتيب النقاط إيثان هايتر، والفائز حسب ترتيب التسلق جاكوب سكوت ‏، والفريق الفائز في ترتيب الفرق دكونيك كويك ستب.

## الفرق
| فرق عالمية (7)- Deceuninck-Quick Step - Ineos Grenadiers - Jumbo-Visma - Israel Start-Up Nation - Movistar Team - Team DSM - Qhubeka NextHash فرق برو (4)- Alpecin-Fenix - كاجا رورال-سيغوروس 2021 ‏ - Rally Cycling - Arkéa-Samsic فرق قارية (6)- Global 6 United ‏ - كانيون دي إتش بي سنجود 2021 ‏ - Ribble Weldtite ‏ - Saint Piran (cycling team) ‏ - سويفت كاربون 2021 ‏ - ترينيتي ريسينغ 2021 ‏ فريق وطني- فريق المملكة المتحدة لركوب الدراجات للرجال 2021 ‏ |  |
| |  |

## المراحل
| قائمة المراحل | قائمة المراحل | قائمة المراحل                                  | قائمة المراحل               | قائمة المراحل | قائمة المراحل    | قائمة المراحل |
| المرحلة       | التاريخ       | الدورة                                         |                             | المسافة (كم)  | الفائز بالمرحلة  | القائد العام  |
| ------------- | ------------- | ---------------------------------------------- | --------------------------- | ------------- | ---------------- | ------------- |
| مرحلة 1       | 5 سبتمبر      | بينزانس – Bodmin ‏                              | مرحلة جبلية                 | 180٫8         | فاوت فان آرت     | فاوت فان آرت  |
| مرحلة 2       | 6 سبتمبر      | Sherford ‏ – إكستر                              | مرحلة جبلية                 | 183٫9         | روبن كاربنتر     | روبن كاربنتر  |
| مرحلة 3       | 7 سبتمبر      | Llandeilo ‏ – National Botanic Garden of Wales ‏ | سباق الطريق ضد الساعة للفرق | 18٫2          | Ineos Grenadiers | إيثان هايتر   |
| مرحلة 4       | 8 سبتمبر      | Aberaeron ‏ – Great Orme ‏                       | مرحلة جبلية                 | 210           | فاوت فان آرت     | فاوت فان آرت  |
| مرحلة 5       | 9 سبتمبر      | Alderley Park ‏ – وارينغتون                     | مرحلة جبلية                 | 152٫2         | إيثان هايتر      | إيثان هايتر   |
| مرحلة 6       | 10 سبتمبر     | كارلايل – غيتسهيد                              | مرحلة جبلية                 | 198           | فاوت فان آرت     | إيثان هايتر   |
| مرحلة 7       | 11 سبتمبر     | Hawick ‏ – إدنبرة                               | مرحلة جبلية                 | 194٫8         | يفيس لامارت      | إيثان هايتر   |
| مرحلة 8       | 12 سبتمبر     | ستونهيفن – أبردين                              | مرحلة جبلية                 | 173           | فاوت فان آرت     | فاوت فان آرت  |

## النتيجة

### مرحلة 1
هي مرحلة جبلية، أقيمت في 5 سبتمبر 2021، وامتدّت لمسافة 180.8 كيلومتر. فاز بالمرحلة فاوت فان آرت، وكان متصدر الترتيب العام في نهاية المرحلة فاوت فان آرت.
| التصنيف العام         | التصنيف العام     | التصنيف العام   | التصنيف العام          | التصنيف العام     |
| العداء                | العداء            | البلد           | الفريق                 | الوقت             |
| --------------------- | ----------------- | --------------- | ---------------------- | ----------------- |
| 1                     | فاوت فان آرت      | بلجيكا          | Jumbo-Visma            | 4 س 33 دقيقة 26 ث |
| 2                     | Nils Eekhoff ‏     | هولندا          | Team DSM               | + 4 ث             |
| 3                     | غونزالو سيرانو    | إسبانيا         | موفيستار               | + 6 ث             |
| 4                     | إيثان هايتر       | المملكة المتحدة | Ineos Grenadiers       | + 10 ث            |
| 5                     | روري تاونسند ‏     | جمهورية أيرلندا | Canyon dhb SunGod      | + 10 ث            |
| 6                     | مايكل وودز        | كندا            | Israel Start-Up Nation | + 10 ث            |
| 7                     | جياكومو نيزولو    | إيطاليا         | Qhubeka NextHash       | + 10 ث            |
| 8                     | جوليان ألافيليب   | فرنسا           | دكونيك كويك ستب        | + 10 ث            |
| 9                     | شاندرو ميوريس     | بلجيكا          | Alpecin-Fenix          | + 10 ث            |
| 10                    | كريستيان سباراغلي | إيطاليا         | Alpecin-Fenix          | + 10 ث            |
| مصدر: ProCyclingStats |                   |                 |                        |                   |

### مرحلة 2
هي مرحلة جبلية، أقيمت في 6 سبتمبر 2021، وامتدّت لمسافة 183.9 كيلومتر. فاز بالمرحلة روبن كاربنتر، وكان متصدر الترتيب العام في نهاية المرحلة روبن كاربنتر.
| التصنيف العام         | التصنيف العام        | التصنيف العام    | التصنيف العام      | التصنيف العام     |
| العداء                | العداء               | البلد            | الفريق             | الوقت             |
| --------------------- | -------------------- | ---------------- | ------------------ | ----------------- |
| 1                     | روبن كاربنتر         | الولايات المتحدة | Rally Cycling      | 9 س 19 دقيقة 33 ث |
| 2                     | فاوت فان آرت         | بلجيكا           | Jumbo-Visma        | + 22 ث            |
| 3                     | إيثان هايتر          | المملكة المتحدة  | Ineos Grenadiers   | + 26 ث            |
| 4                     | غونزالو سيرانو       | إسبانيا          | موفيستار           | + 28 ث            |
| 5                     | أليكس بيترز          | المملكة المتحدة  | SEG Racing Academy | + 28 ث            |
| 6                     | روري تاونسند ‏        | جمهورية أيرلندا  | Canyon dhb SunGod  | + 32 ث            |
| 7                     | جوليان ألافيليب      | فرنسا            | دكونيك كويك ستب    | + 32 ث            |
| 8                     | جياكومو نيزولو       | إيطاليا          | Qhubeka NextHash   | + 32 ث            |
| 9                     | كريستيان سباراغلي    | إيطاليا          | Alpecin-Fenix      | + 32 ث            |
| 10                    | ميكيل فروليش أونوريه | الدنمارك         | دكونيك كويك ستب    | + 32 ث            |
| مصدر: ProCyclingStats |                      |                  |                    |                   |

### مرحلة 3
هي مرحلة من نوع سباق الزمن على الطريق للفرق، أقيمت في 7 سبتمبر 2021، وامتدّت لمسافة 18.2 كيلومتر. فاز بالمرحلة فريق إنيوس 2021 ‏، وكان متصدر الترتيب العام في نهاية المرحلة إيثان هايتر.
| التصنيف العام         | التصنيف العام        | التصنيف العام   | التصنيف العام          | التصنيف العام     |
| العداء                | العداء               | البلد           | الفريق                 | الوقت             |
| --------------------- | -------------------- | --------------- | ---------------------- | ----------------- |
| 1                     | إيثان هايتر          | المملكة المتحدة | Ineos Grenadiers       | 9 س 40 دقيقة 21 ث |
| 2                     | روهان دنيس           | أستراليا        | Ineos Grenadiers       | + 6 ث             |
| 3                     | فاوت فان آرت         | بلجيكا          | Jumbo-Visma            | + 16 ث            |
| 4                     | جوليان ألافيليب      | فرنسا           | دكونيك كويك ستب        | + 23 ث            |
| 5                     | ميكيل فروليش أونوريه | الدنمارك        | دكونيك كويك ستب        | + 23 ث            |
| 6                     | Pascal Eenkhoorn ‏    | هولندا          | Jumbo-Visma            | + 38 ث            |
| 7                     | مايكل وودز           | كندا            | Israel Start-Up Nation | + 49 ث            |
| 8                     | دان مارتن            | جمهورية أيرلندا | Israel Start-Up Nation | + 49 ث            |
| 9                     | كريستيان سباراغلي    | إيطاليا         | Alpecin-Fenix          | + 1 دقيقة 03 ث    |
| 10                    | شاندرو ميوريس        | بلجيكا          | Alpecin-Fenix          | + 1 دقيقة 03 ث    |
| مصدر: ProCyclingStats |                      |                 |                        |                   |

### مرحلة 4
هي مرحلة جبلية، أقيمت في 8 سبتمبر 2021، وامتدّت لمسافة 210 كيلومتر. فاز بالمرحلة فاوت فان آرت، وكان متصدر الترتيب العام في نهاية المرحلة فاوت فان آرت.
| التصنيف العام         | التصنيف العام        | التصنيف العام   | التصنيف العام          | التصنيف العام      |
| العداء                | العداء               | البلد           | الفريق                 | الوقت              |
| --------------------- | -------------------- | --------------- | ---------------------- | ------------------ |
| 1                     | فاوت فان آرت         | بلجيكا          | Jumbo-Visma            | 14 س 44 دقيقة 49 ث |
| 2                     | إيثان هايتر          | المملكة المتحدة | Ineos Grenadiers       | + 2 ث              |
| 3                     | جوليان ألافيليب      | فرنسا           | دكونيك كويك ستب        | + 11 ث             |
| 4                     | ميكيل فروليش أونوريه | الدنمارك        | دكونيك كويك ستب        | + 21 ث             |
| 5                     | مايكل وودز           | كندا            | Israel Start-Up Nation | + 40 ث             |
| 6                     | روهان دنيس           | أستراليا        | Ineos Grenadiers       | + 44 ث             |
| 7                     | دان مارتن            | جمهورية أيرلندا | Israel Start-Up Nation | + 56 ث             |
| 8                     | كريستيان سباراغلي    | إيطاليا         | Alpecin-Fenix          | + 1 دقيقة 13 ث     |
| 9                     | مارك دونوفان         | المملكة المتحدة | Team DSM               | + 1 دقيقة 34 ث     |
| 10                    | شاندرو ميوريس        | بلجيكا          | Alpecin-Fenix          | + 1 دقيقة 38 ث     |
| مصدر: ProCyclingStats |                      |                 |                        |                    |

### مرحلة 5
هي مرحلة جبلية، أقيمت في 9 سبتمبر 2021، وامتدّت لمسافة 152.2 كيلومتر. فاز بالمرحلة إيثان هايتر، وكان متصدر الترتيب العام في نهاية المرحلة إيثان هايتر.
| التصنيف العام         | التصنيف العام        | التصنيف العام   | التصنيف العام          | التصنيف العام      |
| العداء                | العداء               | البلد           | الفريق                 | الوقت              |
| --------------------- | -------------------- | --------------- | ---------------------- | ------------------ |
| 1                     | إيثان هايتر          | المملكة المتحدة | Ineos Grenadiers       | 18 س 17 دقيقة 42 ث |
| 2                     | فاوت فان آرت         | بلجيكا          | Jumbo-Visma            | + 8 ث              |
| 3                     | جوليان ألافيليب      | فرنسا           | دكونيك كويك ستب        | + 19 ث             |
| 4                     | ميكيل فروليش أونوريه | الدنمارك        | دكونيك كويك ستب        | + 29 ث             |
| 5                     | مايكل وودز           | كندا            | Israel Start-Up Nation | + 48 ث             |
| 6                     | روهان دنيس           | أستراليا        | Ineos Grenadiers       | + 52 ث             |
| 7                     | دان مارتن            | جمهورية أيرلندا | Israel Start-Up Nation | + 1 دقيقة 04 ث     |
| 8                     | كريستيان سباراغلي    | إيطاليا         | Alpecin-Fenix          | + 1 دقيقة 21 ث     |
| 9                     | مارك دونوفان         | المملكة المتحدة | Team DSM               | + 1 دقيقة 42 ث     |
| 10                    | شاندرو ميوريس        | بلجيكا          | Alpecin-Fenix          | + 1 دقيقة 46 ث     |
| مصدر: ProCyclingStats |                      |                 |                        |                    |

### مرحلة 6
هي مرحلة جبلية، أقيمت في 10 سبتمبر 2021، وامتدّت لمسافة 198 كيلومتر. فاز بالمرحلة فاوت فان آرت، وكان متصدر الترتيب العام في نهاية المرحلة إيثان هايتر.
| التصنيف العام         | التصنيف العام        | التصنيف العام   | التصنيف العام          | التصنيف العام      |
| العداء                | العداء               | البلد           | الفريق                 | الوقت              |
| --------------------- | -------------------- | --------------- | ---------------------- | ------------------ |
| 1                     | إيثان هايتر          | المملكة المتحدة | Ineos Grenadiers       | 23 س 53 دقيقة 32 ث |
| 2                     | فاوت فان آرت         | بلجيكا          | Jumbo-Visma            | + 4 ث              |
| 3                     | جوليان ألافيليب      | فرنسا           | دكونيك كويك ستب        | + 21 ث             |
| 4                     | ميكيل فروليش أونوريه | الدنمارك        | دكونيك كويك ستب        | + 35 ث             |
| 5                     | مايكل وودز           | كندا            | Israel Start-Up Nation | + 54 ث             |
| 6                     | روهان دنيس           | أستراليا        | Ineos Grenadiers       | + 1 دقيقة 08 ث     |
| 7                     | دان مارتن            | جمهورية أيرلندا | Israel Start-Up Nation | + 1 دقيقة 10 ث     |
| 8                     | كريستيان سباراغلي    | إيطاليا         | Alpecin-Fenix          | + 1 دقيقة 37 ث     |
| 9                     | مارك دونوفان         | المملكة المتحدة | Team DSM               | + 1 دقيقة 58 ث     |
| 10                    | كارلوس رودريغيز كانو | إسبانيا         | Ineos Grenadiers       | + 2 دقيقة 01 ث     |
| مصدر: ProCyclingStats |                      |                 |                        |                    |

### مرحلة 7
هي مرحلة جبلية، أقيمت في 11 سبتمبر 2021، وامتدّت لمسافة 194.8 كيلومتر. فاز بالمرحلة يفيس لامارت، وكان متصدر الترتيب العام في نهاية المرحلة إيثان هايتر.
| التصنيف العام         | التصنيف العام        | التصنيف العام   | التصنيف العام          | التصنيف العام      |
| العداء                | العداء               | البلد           | الفريق                 | الوقت              |
| --------------------- | -------------------- | --------------- | ---------------------- | ------------------ |
| 1                     | إيثان هايتر          | المملكة المتحدة | Ineos Grenadiers       | 27 س 34 دقيقة 32 ث |
| 2                     | فاوت فان آرت         | بلجيكا          | Jumbo-Visma            | + 4 ث              |
| 3                     | جوليان ألافيليب      | فرنسا           | دكونيك كويك ستب        | + 21 ث             |
| 4                     | ميكيل فروليش أونوريه | الدنمارك        | دكونيك كويك ستب        | + 35 ث             |
| 5                     | مايكل وودز           | كندا            | Israel Start-Up Nation | + 54 ث             |
| 6                     | روهان دنيس           | أستراليا        | Ineos Grenadiers       | + 1 دقيقة 08 ث     |
| 7                     | دان مارتن            | جمهورية أيرلندا | Israel Start-Up Nation | + 1 دقيقة 10 ث     |
| 8                     | كريستيان سباراغلي    | إيطاليا         | Alpecin-Fenix          | + 1 دقيقة 37 ث     |
| 9                     | مارك دونوفان         | المملكة المتحدة | Team DSM               | + 1 دقيقة 58 ث     |
| 10                    | كارلوس رودريغيز كانو | إسبانيا         | Ineos Grenadiers       | + 2 دقيقة 01 ث     |
| مصدر: ProCyclingStats |                      |                 |                        |                    |

### مرحلة 8
هي مرحلة جبلية، أقيمت في 12 سبتمبر 2021، وامتدّت لمسافة 173 كيلومتر. فاز بالمرحلة فاوت فان آرت، وكان متصدر الترتيب العام في نهاية المرحلة فاوت فان آرت.
| التصنيف العام         | التصنيف العام | التصنيف العام | التصنيف العام | التصنيف العام |
| العداء                | العداء        | البلد         | الفريق        | الوقت         |
| --------------------- | ------------- | ------------- | ------------- | ------------- |
| مصدر: ProCyclingStats |               |               |               |               |

## التصنيف العام النهائي
| التصنيف العام         | التصنيف العام        | التصنيف العام   | التصنيف العام          | التصنيف العام      |
| العداء                | العداء               | البلد           | الفريق                 | الوقت              |
| --------------------- | -------------------- | --------------- | ---------------------- | ------------------ |
| 1                     | فاوت فان آرت         | بلجيكا          | Jumbo-Visma            | 31 س 42 دقيقة 22 ث |
| 2                     | إيثان هايتر          | المملكة المتحدة | Ineos Grenadiers       | + 6 ث              |
| 3                     | جوليان ألافيليب      | فرنسا           | دكونيك كويك ستب        | + 27 ث             |
| 4                     | ميكيل فروليش أونوريه | الدنمارك        | دكونيك كويك ستب        | + 41 ث             |
| 5                     | مايكل وودز           | كندا            | Israel Start-Up Nation | + 1 دقيقة 00 ث     |
| 6                     | روهان دنيس           | أستراليا        | Ineos Grenadiers       | + 1 دقيقة 14 ث     |
| 7                     | دان مارتن            | جمهورية أيرلندا | Israel Start-Up Nation | + 1 دقيقة 16 ث     |
| 8                     | كريستيان سباراغلي    | إيطاليا         | Alpecin-Fenix          | + 1 دقيقة 43 ث     |
| 9                     | مارك دونوفان         | المملكة المتحدة | Team DSM               | + 2 دقيقة 04 ث     |
| 10                    | كارلوس رودريغيز كانو | إسبانيا         | Ineos Grenadiers       | + 2 دقيقة 07 ث     |
| مصدر: ProCyclingStats |                      |                 |                        |                    |

### تصنيف النقاط
| تصنيف النقاط          | تصنيف النقاط         | تصنيف النقاط    | تصنيف النقاط           | تصنيف النقاط |
| العداء                | العداء               | البلد           | الفريق                 | النقاط       |
| --------------------- | -------------------- | --------------- | ---------------------- | ------------ |
| 1                     | إيثان هايتر          | المملكة المتحدة | Ineos Grenadiers       | 81 نقطة      |
| 2                     | فاوت فان آرت         | بلجيكا          | Jumbo-Visma            | 69 نقطة      |
| 3                     | جوليان ألافيليب      | فرنسا           | دكونيك كويك ستب        | 58 نقطة      |
| 4                     | غونزالو سيرانو       | إسبانيا         | موفيستار               | 35 نقطة      |
| 5                     | كريستيان سباراغلي    | إيطاليا         | Alpecin-Fenix          | 34 نقطة      |
| 6                     | مايكل وودز           | كندا            | Israel Start-Up Nation | 33 نقطة      |
| 7                     | ميكيل فروليش أونوريه | الدنمارك        | دكونيك كويك ستب        | 32 نقطة      |
| 8                     | روري تاونسند ‏        | جمهورية أيرلندا | Canyon dhb SunGod      | 31 نقطة      |
| 9                     | ماكس كانتر           | ألمانيا         | Team DSM               | 31 نقطة      |
| 10                    | مارك كافنديش         | المملكة المتحدة | دكونيك كويك ستب        | 27 نقطة      |
| مصدر: ProCyclingStats |                      |                 |                        |              |

### تصنيف الجبال
| تصنيف الجبال          | تصنيف الجبال       | تصنيف الجبال     | تصنيف الجبال           | تصنيف الجبال |
| العداء                | العداء             | البلد            | الفريق                 | النقاط       |
| --------------------- | ------------------ | ---------------- | ---------------------- | ------------ |
| 1                     | جاكوب سكوت ‏        | المملكة المتحدة  | Canyon dhb SunGod      | 66 نقطة      |
| 2                     | Nícolas Sessler ‏   | البرازيل         | Global 6 Cycling       | 32 نقطة      |
| 3                     | روري تاونسند ‏      | جمهورية أيرلندا  | Canyon dhb SunGod      | 30 نقطة      |
| 4                     | روبن كاربنتر       | الولايات المتحدة | Rally Cycling          | 29 نقطة      |
| 5                     | Tim Declercq ‏      | بلجيكا           | دكونيك كويك ستب        | 24 نقطة      |
| 6                     | جورج بينيت         | نيوزيلندا        | Jumbo-Visma            | 24 نقطة      |
| 7                     | Jokin Murguialday ‏ | إسبانيا          | Caja Rural-Seguros RGA | 20 نقطة      |
| 8                     | كولن جويس          | الولايات المتحدة | Rally Cycling          | 19 نقطة      |
| 9                     | جيمي يانسون        | بلجيكا           | Alpecin-Fenix          | 19 نقطة      |
| 10                    | دانيال مكلاي       | المملكة المتحدة  | اركيا سامسيك           | 18 نقطة      |
| مصدر: ProCyclingStats |                    |                  |                        |              |

## تصنيف الفرق

### الفرق حسب الوقت
| تصنيف الفرق حسب الوقت | تصنيف الفرق حسب الوقت | تصنيف الفرق حسب الوقت | تصنيف الفرق حسب الوقت |
| الفريق                | الفريق                | البلد                 | الوقت                 |
| --------------------- | --------------------- | --------------------- | --------------------- |
| 1                     | دكونيك كويك ستب       | بلجيكا                | 94 س 28 دقيقة 34 ث    |
| 2                     | Ineos Grenadiers      | المملكة المتحدة       | + 23 ث                |
| 3                     | Team DSM              | ألمانيا               | + 3 دقيقة 23 ث        |
| مصدر: ProCyclingStats |                       |                       |                       |

## وصلات خارجية
- الموقع الرسمي
- لمحة عن سباق طواف بريطانيا 2021 على موقع  ProCyclingStats   (برو  سايكلنج  ستاتس) - إحصاءات  محترفي  الدراجات.
- طواف بريطانيا 2021 على موقع إحصائيات الدراجات الإحترافية (الإنجليزية)